# Pentarrhinum
Pentarrhinum es un género de fanerógamas de la familia Apocynaceae. Contiene nueve especies. Es originario de África.

## Descripción
Son enredaderas herbáceas o sufrútices; con órganos subterráneos de constitución leñosa.  Brotes glabros o pubescentes aisladamente  poco o toda la superficie. Las láminas foliares son herbáceas, de 2.5-7 cm de largo y 2.5 cm de ancho, ovadas, basalmente cordadas a lobuladas, apicalmente agudas a acuminadas, adaxial glabra a escasamente pubescente a tomentosa, abaxialmente poco a densamente pubescente, con tricoma y 4-9 coléteres en la base de las hojas, reducción de los brotes cortos imitando estípulas.
Las inflorescencias son extra-axilares, solitarias, casi tan largas o más largas que las hojas adyacentes, con 5-15 flores, simples,  largamente pedunculadas, los pedúnculos más largos que los pedicelos, un tanto pubescentes a lo largo de una sola línea. Las flores son aromáticas y fragantes.

## Taxonomía
El género fue descrito por Ernst Heinrich Friedrich Meyer y publicado en Commentariorum de Plantis Africae Australioris 199–200. 1838. la especie tipo es: Pentarrhinum insipidum E.Mey.

## Especies
- Pentarrhinum abyssinicum Decne.
- Pentarrhinum balense (Liede) Liede
- Pentarrhinum coriaceum Schltr.
- Pentarrhinum fasciculatum K.Schum.
- Pentarrhinum gonoloboides (Schltr.) Liede
- Pentarrhinum insipidum E.Mey.
- Pentarrhinum iringense Markgr.
- Pentarrhinum somaliense (N.E.Br.) Liede
- Pentarrhinum tylophoroides K.Schum.